# Wegrace in de jaren 1920-1929
De wegrace in de jaren 1920-1929 werd vrijwel geheel op circuits gereden, maar hier en daar waren ook lange-afstandsraces. De FICM kreeg meer vat op de Nationale bonden en stelde een Europees kampioenschap in. De Britten domineerden het grootste deel van dit decennium, maar kregen tussen 1925 en 1928 concurrentie van de Italianen.

## Algemeen
Na de Eerste Wereldoorlog besloten de Britten een jaar lang geen internationale wedstrijden te organiseren. Hun eigen industrie had immers oorlogsproductie gedraaid, niet kunnen ontwikkelen en daardoor een technische achterstand op de Amerikanen opgelopen. Bovendien wilden ze niets meer te maken hebben met hun voormalige vijanden en ze stelden voor de FICM op te heffen en een nieuwe organisatie op te zetten die alleen bestond uit geallieerde en neutrale landen. Er werd een andere uitweg gevonden. Duitsland en Oostenrijk hadden vanaf 1914 geen contributie meer overgemaakt en dit werd als argument gebruikt om ze te royeren. In de jaren twintig begon de motorsport meer structuur te krijgen. Veelal gebeurde dat in navolging van de autofabrikanten, die steeds meer belang gingen zien in de sport als reclame. In deze periode ontstonden steeds meer speciale circuits voor de auto- en motorsport. Sommige waren zelfs geheel verhard, maar nog lang niet allemaal. De gebruikte motorfietsen waren in de eerste jaren de "normale" seriemodellen, die nog niet waren aangepast aan de eisen die aan racemotoren werden gesteld, maar het duurde niet lang tot de fabrikanten besloten om serieuze fabrieksracers te gaan bouwen om de kansen op overwinningen te vergroten, maar ook om productieracers ter beschikking van hun klanten te stellen. De Britten hadden nog steeds te maken met strenge wetgeving op de openbare wegen, maar de "vastelanders" konden zich uitleven op de stratencircuits. Duitsland richtte zich vaak op snelheidsrecords, Nederland op betrouwbaarheid en Italië op lange afstanden. Daardoor ontstond noodgedwongen een ontwikkeling op het gebied van versnellingen, koppelingen, remmen en verlichting. Er waren intussen nationale bonden die reglementen konden opstellen. De klasse-indeling afhankelijk van de cilinderinhoud werd overal doorgevoerd. Er ontstonden vormen van homologatie, waardoor de motorfietsen aan een aantal eisen moesten voldoen. Zo werden er races gereden met (nutteloze maar verplichte) elektrische installaties en was er strikte technische controle op de motorfietsen. In 1921 was er al een groot aantal GP's: in België in Francorchamps, in Frankrijk in Le Mans en Provins en in Italië op het Lario-circuit langs het Comomeer. De FICM legde vanaf 1922 beperkingen op aan het aantal Grands Prix. Elk land mocht er slechts één op de kalender zetten. Dat was vooral voor Frankrijk een probleem, want daar waren verschillende organisaties die elk hun eigen GP organiseerden. Zij moesten het onderling eens zien te worden. In 1922 waren er GP's in Frankrijk, België, Ulster en Italië. In dat jaar werd ook de eerste Bol d'Or verreden, in navolging van de Bol d'Or voor wielrenners. Deze 24-uurs race op een zandbaan bij Vaujours was een idee van Eugène Mauve, die vliegtuigonderdelen fabriceerde maar een groot motorfan was. Hij wist 17 coureurs aan de start te krijgen: vijf met een 500cc-motor, vijf met een 350cc-motor, vijf met een 250cc-motor en zelfs twee met een gemotoriseerde fiets. De race werd gewonnen door een 500cc-Motosacoche, die 1245,6 km aflegde. In 1924 was het hoognodig dat er een belangrijke wedstrijd zou komen met kansen voor andere rijders dan alleen de Britten. Die wisten immers op Man alles te winnen, en coureurs van het vasteland waren er vrij kansloos. De nationale bonden vonden dat de Europese titel moest toekomen aan degene met de meeste punten van alle GP's, maar de FICM besloot een eendagswedstrijd buiten Groot-Brittannië te organiseren. Het eerste Europese Kampioenschap werd zodoende in 1924 in Monza verreden en de 500cc-klasse werd gewonnen door Guido Mentasti met een Moto Guzzi C4V. Voor Alec Bennett was dat een beetje zuur, want hij had met zijn Norton het hele seizoen gedomineerd. Omdat de race op 7 september plaatsvond, was het tevens de afsluiting van het seizoen. De 350cc-titel was voor Jimmie Simpson (AJS) en de 250cc-titel voor de Belg Maurice van Geert met een Rush. De Europese titel van Mentasti was geen toeval, de Italianen waren sterk in opkomst: Pietro Ghersi won met zijn Moto Guzzi de 500cc-klasse en Vertua won met een Maffeis de 250cc-klasse tijdens de nieuwe Grand Prix van Duitsland op de AVUSring in Berlijn. Exact één maand na het Europese kampioenschap, op 7 oktober 1924, schrapte de FICM dit kampioenschap weer. Afgevaardigden van de aangesloten bonden vonden het kampioenschap op Monza te "klinisch". Het was een hogesnelheidscircuit waar te weinig gevraagd werd van de rijders. De FICM kon geen uitdagender race verzinnen, en daarom werd in 1925 opnieuw in Italië een kampioenschapsrace verreden, ditmaal onder de naam "Grote Prijs van Europa". Vanaf dat moment werd het Europees kampioenschap steeds aan een Grand Prix gekoppeld. De Britten stootten in Monza op de tegenstand van Italianen als Nuvolari, Arcangeli, Ruggeri en Pietro Ghersi én de sterke machines van Moto Guzzi en Bianchi. Nuvolari reed met zijn 350cc-Bianchi nog 8 km/h sneller dan de 500cc-winnaar, Graaf Mario Revelli di Beaumont met de naar zijn broer Gino genoemde GR. In 1926 brandde de strijd tussen de Britten en de Italianen pas echt los. Ieder won zijn "eigen" races: de Italianen in Monza en de Britten op Man, en in de andere internationale wedstrijden ging het gelijk op. Brooklands kreeg serieuze concurrentie van Monza; Garelli realiseerde in Monza in 1926 138 wereldrecords over lange afstanden en Moto Guzzi 38 in de 250- en 500cc-klasse. In 1927 verliep het seizoen zoals het vorige. De Britten wonnen Man, de Italianen de Grand Prix des Nations, die feitelijk hun thuiswedstrijd was. Door het vertrek van de grote Italiaanse coureurs naar de autoracerij, ontbraken ze bij de GP van Europa van 1928 in Genève.

## België
In België waren - in tegenstelling tot Nederland - motorsporters vrijwel overal welkom. Daar werd de "De Dumont Bekerrit" verreden, en ook een aantal wedstrijden over de weg en (deels) door het terrein. Het probleem was wel dat veel wegen in België en Noord-Frankrijk ernstig te lijden hadden gehad onder de oorlogshandelingen. België was, met haar grote en succesvolle motorfietsindustrie én de medewerking van de autoriteiten, in staat al vanaf 1921 internationale wedstrijden te organiseren.

## Duitsland
In de jaren twintig richtten de Duitsers zich voornamelijk op nationale wedstrijden. BMW wist sporadisch de Britten te verslaan, maar niet vaak. Op 19 september 1929 verbeterde Ernst Henne het wereldsnelheidsrecord dat Bert le Vack in 1928 met een Zenith-JAP in Arpajon had gevestigd. Henne haalde 216,45 km/h op de Autobahn München - Ingolstadt. Daarmee werd duidelijk dat Duitsland zich meer wilde richten op snelheidsrecords. Maar voor de Britten ontstond ook een angstbeeld: Henne's BMW WR 750 had een compressor, een techniek die men wel kende (o.a. door de raceauto's van Bentley), maar niet op motorfietsen toepaste.

## Frankrijk
Bij de Franse wedstrijden van 1920 in Le Mans en Lyon verschenen heel moderne Franse motorfietsen: De tweecilinder Peugeot uit 1914 die door het uitbreken van de Eerste Wereldoorlog nog nooit ingezet was, een tweecilinder kopklepper van Blériot en machines van Alcyon, die het opnamen tegen Britse motorfietsen van Douglas, Verus en ABC. Alec Bennett, een Canadees van Ierse afkomst, won in 1921 de Franse Grand Prix met een 500cc-Sunbeam. In 1922 won hij ook de Senior TT met meer dan zeven minuten voorsprong en de Franse Grand Prix in Straatsburg. Het bleef de Fransen in 1922 tegenzitten, ditmaal door toedoen van de Italianen. Nadat Bennett de "Senior" klasse in Straatsburg had gewonnen bezetten de Garellis van Visioli, Ernesto Gnesa en Dall'Oglio de eerste drie plaatsen in de "Junior" klasse. Bovendien was de auto-Grand Prix gewonnen door FIAT.

## Groot-Brittannië
In 1920 werd aan de Junior TT van Man de 250cc-"Lightweight" klasse toegevoegd. Ronald Clarke won die klasse met een Levis en een vierde plaats in de totaalstand van de Junior TT. In 1921 wist voor de eerste en laatste keer een 350cc-motor de Senior TT te winnen: Howard R. Davies met een AJS, en de Junior TT werd gewonnen door een Belgische Gillet. De Italiaanse merken begonnen in 1923 hun stempel te drukken op de wegrace, maar de Junior TT werd gewonnen door Stanley Woods op een Cotton, de Senior door Sheard met een Douglas en de eerste zijspanrace door de alleskunner Freddie Dixon met een Douglas. In de GP's van België, Frankrijk en Ulster waren het ook nog de Britse merken (AJS, Levis, Norton en Rex-Acme) die de toon aangaven, maar de Italiaanse coureurs Tazio Nuvolari, Achille Varzi, Luigi Arcangeli, Guido Mentasti en Pietro Ghersi waren sterk in opkomst. De TT van 1925 leverde een opmerkelijke winnaar op: Rex-ACME fabrieksrijder Wal Handley won zowel de Ultra-Lightweight TT (175 cc) als de Junior (350 cc) TT. Hij won ook bijna de Lightweight (250 cc) TT, maar kreeg daarin een lekke band. Howard R. Davies had al in 1921 de 500cc-Senior TT gewonnen met een 350cc-AJS, maar nu won hij hem met zijn eigen merk HRD. Achille Varzi was de snelste Italiaan. Hij werd achtste in de Senior TT en was de beste Sunbeam rijder. Hij kreeg van de jury de "Visitors Cup", beschikbaar gesteld door het blad Motor Cycling. In 1924 had hij al het "Nisbet Shield" voor de dapperste en klasserijkste coureur gekregen. Halverwege de jaren twintig was het hogesnelheidscircuit Brooklands al te kort geworden voor de enorme snelheden van ruim 180 km/h die gehaald werden door speciale motorfietsen van Brough Superior, OEC/Temple-Anzani en Zenith-JAP. Daarom verhuisden de snelheidsspecialisten naar een lang stuk rechte weg in het Franse Arpajon. Na de kampioenswedstrijd van 1925 in Monza kwamen een groot aantal Italianen naar Man. Bianchi, Moto Guzzi en Garelli stuurden hun fabrieksteams met Achille Varzi, Miro Maffeis, Luigi Arcangeli en Mario en Pietro Ghersi. De TT organisatie schrapte de Ultra-Lightweight- en de zijspanklasse. Toch wonnen de Britten alle klassen, zoals de Italianen dat in Monza gedaan hadden. Moto Guzzi had zelfs speciaal een 250cc-racer ontwikkeld, de Moto Guzzi Monoalbero 250, maar Pietro Ghersi werd slachtoffer van wat "The Guzzi Incident" zou worden. Bijna een diplomatieke rel omdat hij gediskwalificeerd werd wegens het vervangen van een bougie door een niet gehomologeerd exemplaar.

## Italië
In Italië waren lange-afstandsraces in zwang, zoals de Targa Florio op Sicilië, de Noord-Zuid race van Milaan naar Napels, de "Circuito del Piave", in de omgeving van de Piave door de Falzaregopas, de Pordoipas en de Rollepas, de "Circuito di Cremona" door de provincie Cremona en de "Circuito del Lario", tussen Valbrona en de Valassina vallei. De Italianen genoten vanaf ca. 1924 de volle steun van Benito Mussolini en ze werden volop gebruikt in de propaganda van de Partito Nazionale Fascista, net als de autocoureurs Ascari, Campari en Brilli-Peri. Opmerkelijk was het optreden van Tonino Benelli, die in 1927 zeven van de acht nationale Italiaanse 175cc-races won met zijn Benelli, zelfs op het zeer zware Lario circuit. In 1928 namen de grote coureurs van Italië nog wel deel aan de Grand Prix des Nations, maar daarna stapten Nuvolari, Arcangeli, Varzi, Pietro Ghersi en Ruggeri over naar de auto's. Arcangeli was de enige die ook aan de TT van Man deelnam, waar hij voor Sunbeam in de Junior TT uitkwam, maar door een zware val uitviel. Opmerkelijk genoeg verloren de Italiaanse merken hun interesse in de motorsport. Pietro Ghersi, in 1929 tijdelijk teruggekeerd naar de motorsport, moest zeuren om van Moto Guzzi een Monoalbero 250 los te krijgen voor de TT van Man. Hij reed daarmee meer dan 300 km aan de leiding van de Lightweight TT, tot hij uitviel. De Britten boden hem daarop voor de Junior TT een Cotton 350 en voor de Senior een Cotton 500 aan. Ook in deze twee wedstrijden viel hij uit. In de Grand Prix van Frankrijk startte hij met een Norton.

## Nederland
Redacteur Koolhaas-Revers van "Het Motorrijwiel" voerde in 1923 en 1924 een campagne om eindelijk tot wegraces in Nederland te komen. Er volgden tientallen tips van landgenoten die wel geschikte weggetjes wisten te vinden, waaronder die van de Motorclub Assen en Omstreken. Ook die werd aanvankelijk door de KNMV terzijde geschoven, maar de club zette door en nodigde rijders uit om het parcours (Rolde - Borger - Schoonloo - Grolloo - Rolde) te verkennen. Bij Borger lag een zandpad, tussen Schoonloo en Rolde de rails van de paardentram, maar toch diende de club via de Commissaris der Koningin J.T. Linthorst Homan een verzoek in bij Minister van Waterstaat van Swaaij en tegen de verwachting in werd dit ook gehonoreerd. Op zaterdag 11 juli 1925 vond de eerste Nederlandse "wegrace" plaats in de omgeving van Assen, de "Eerste Nederlandsche TT, de Eerste Nederlandsche Motorsnelheids Wegwedstrijd". Er werd gereden in drie klassen: A (250 cc), B (350 cc) en C (500 cc) en de deelnemers per klasse startten tegelijk, waardoor de wedstrijd overzichtelijker was dan de TT van Man, waar twee aan twee gestart werd. De 250 cc werd gewonnen door Arie Wuring met een BSA, de 350 cc door Hajo Bieze met een New Imperial en de 500 cc door Piet van Wijngaarden met een Norton. Voor 1926 zocht men in Drenthe een beter parcours voor de TT, omdat de gemeente Rolde niet bereid was de weg te verharden. Het nieuwe circuit ging langs De Haar, Hooghalen en Laaghalen. De winnaars mochten zich hier meteen Nederlands wegkampioen noemen. In 1927 werd de TT van Assen met hulp van de Britse Auto-Cycle Union internationaal. Het startveld was nog niet erg groot, maar de komst van de grote kampioen Stanley Woods maakte veel goed. Woods won de 500cc-klasse, maar uitte ook kritiek op het circuit, dat inderdaad vergeleken met Man, Monza of Brooklands uitermate slecht, smal en armoedig was. Zijn kritiek zette gemeente, provincie én de KNMV aan tot verbeteringen.

## Verenigde Staten
Op 15 mei 1924 werd de Riders Division van de Motorcycle and Allied Trades Association (M&ATA) omgedoopt tot "American Motorcycle Association" (AMA). Als slogan koos de AMA "An Organized Minority Can Always Defeat an Unorganized Majority" (Een georganiseerde minderheid kan altijd een ongeorganiseerde meerderheid verslaan). Volgens de M&ATA had de vereniging in 1924 ca. 10.000 leden. De AMA moest als onderafdeling van de M&ATA worden beschouwd. Ze zou zorgen voor registratie van leden en activiteiten, reglementen voor nationale evenementen opstellen en de motorfietsindustrie van dienst zijn. De motorfietsindustrie werd ook vertegenwoordigd door de M&ATA. Er waren drie klassen: Klasse A (grote motorfietsfabrikanten), Klasse B (onderdelen- en accessoireleveranciers) en Klasse C (dealers). De officiële oprichting van de AMA vond plaats op 1 augustus 1924. In de jaren twintig richtte men zich vooral op toerisme en het werven van leden, maar al eind augustus 1924 werd een Six Days Trial onder verantwoordelijkheid van de AMA georganiseerd. Ook werden er wegraces georganiseerd, waarin de belangrijkste klasse (Class A) was voorbehouden aan fabriekscoureurs met speciaal gebouwde fabrieksracers. Ze reden in twee categorieën, waarbij al de Europese cilinderinhouden aangehouden werden: 30,5 kubieke inch (500 cc) en 61 kubieke inch (1.000 cc). De races werden gehouden over verschillende afstanden, maar ook de board track races waren nog in zwang.

## Ontwikkelingen
- Motor: Tweetaktmotoren kwamen sterk op, zeker als goedkoop alternatief toen Europa in crisis raakte na de Eerste Wereldoorlog. Maar ook viertaktmotoren ontwikkelden snel en de nieuwigheden kwamen nu niet alleen van Man en Brooklands, maar ook uit de vliegtuigindustrie. Duitsland ontwikkelde de compressortechnologie. In 1925 werden uitlaatdempers verplicht, eerst bij de ISDT in augustus in Groot-Brittannië, later ook tijdens de Nederlandse kampioensrace op 21 november.
- Rijwielgedeelte: Ariel presenteerde in 1927 de zadeltank, waardoor ook de constructeurs van frames meer mogelijkheden kregen. De velgen werden smaller en lichter en de banden kregen profiel op het loopvlak. De meeste motorfietsen, en zeker de racers, hadden voorvering. Ook aan de aerodynamica werd al wat aandacht besteed, door lage ("Brooklands drops") sturen te monteren. Ook verschenen de eerste "broodzadels" of "broodjes". Dit waren kleine kussentjes op het achterspatbord die niet bedoeld waren voor een duopassagier, maar die de coureurs in staat stelden op snelle stukken op het achterspatbord te gaan zitten om zo de luchtweerstand kleiner te maken. In bochtige gedeelten konden ze de motorfiets makkelijker besturen vanaf het zweefzadel.
- Kleding: leer was bij profcoureurs algemeen gebruikelijk, hoewel men nog niet altijd volledig in leer gekleed ging; vaak werd nog de wollen trui als bovenkleding gedragen. Laarzen, helmen, stofbrillen en handschoenen waren ook ingeburgerd en soms werden nog extra leren kniebeschermers gedragen, niet omdat de rijders de grond raakten met de knieën, maar vanwege langs het parcours aangebrachte bomen, paaltjes en troittoirbanden. De rijders waren in lange-afstandsraces ook nog behangen met binnenbanden en reservekettingen. Soms werd een gordel gedragen waaraan een gereedschapstasje hing.

## Klassen
Hoewel de FICM al officiële klassen had bekendgemaakt, trok men zich daar op nationaal niveau nog niet veel van aan. De TT van Man kende al de "Senior" (500 cc) en "Junior" (350 cc), maar vanaf 1920 ook de "Lightweight" (250 cc). In 1924 kwam er een nog lichtere klasse: "Ultra-Lightweight" (175 cc). De FICM wist af te dwingen dat de titel "Grand Prix" alleen gebruikt mocht worden als men een internationaal deelnemersveld had én de FICM klassen en tijdslimieten toepaste. In 1925 golden in Nederland tijdens de eerste TT van Assen verschillende klassen (A: 250 cc, B: 350 cc en C: 500 cc).